# 滑稽王小毛
滑稽王小毛是上海人民广播电台歷史上的一檔將滑稽戲與廣播劇融合的節目，也是上海电台持续时间最长的节目，于1987年5月11日在上海人民广播电台的文藝台开播。该节目曾在《文汇报》头版报眼位置连续刊登广告“上海滩人人皆知王小毛”，是上海电台第一次为自己的重点节目做广告。《滑稽王小毛》開播時每集时长15分钟，星期一、三、五播出三集新节目，隔日重播。该节目最初由葛明铭编辑，祖文忠导演，主人公是王小毛，扮演王小毛的主要有王汝刚、林锡彪、姚勇儿、沈荣海、钱程、龚仁龙、钱懿、小翁双杰、张克勤等人。后葛明铭兼任编导并有时扮演王小毛，还在周末增设《王小毛信箱》。王小毛操着一口苏北口音的上海话，被視為新上海人的代表，以诙谐幽默的形象成为“上海滩人人皆知”的广播明星。节目描摹社会百态，匡正时弊，内容涉及家庭伦理、社会公德、职业道德等诸多方面，还推出计划生育、普法教育、环境保护等专题，其中计生专题获全国计划生育会演一等奖，控制吸烟专题获得“全国控烟宣传先进”称号。1990年1月28日，节目与上海市总工会在和平电影院联合举办《星期戏曲广播会》“王小毛学劳模”专场。
在滑稽王小毛開播不久，該節目的收听率在上海人民广播电台新闻、文艺、经济三个台的所有节目中居第二位，仅次于7点早新闻节目，在文艺类节目中名列第一。节目也持续开展推广活动，如推出漫画、连环画、火柴盒贴画、动画片，举办听众游园会，连续数年推出贺年活动等。1998年5月，上海电台开设网站，《滑稽王小毛》近900集小品上传至网站，由此成为中国大陆第一个登上国际互联网的广播节目。從開播至2012年，王小毛的故事总共有1234个小篇章。
本节目此后在上海戲劇曲藝廣播周二至周日18时播出（截至2010年），目前已停播。